# Svjetski kup u dvoranskom hokeju 2003.
Svjetski kup u dvoranskom hokeju 2003. godine se održao u Leipzigu u Njemačkoj.
Održao se od 5. do 9. veljače 2003., usporedno sa ženskim SP-om u dvoranskom hokeju.
Susreti su se igrali u dvorani Arena Leipzig.
Krovna međunarodna organizacija za ovo natjecanje je bila FIH.

## Sudionici
Sudionice su bile iduće momčadi: Švicarska, Češka, Novi Zeland, Njemačka, Rusija, Kanada, Nizozemska, JAR, Poljska, SAD, Australija i Francuska.
SAD i Kanada su stekle pravo sudjelovati temeljem osvojena prva dva mjesta na Panameričkom kupu 2002.

## Natjecateljski sustav
Natjecanje se odvija po jednostrukom ligaškom sustavu. 

Šesti iz obiju skupina igraju međusobno za 11. mjesto, peti iz obiju skupina igraju međusobno za 9. mjesto, četvrti iz obiju skupina igraju međusobno za 7. mjesto, treći iz obiju skupina igraju međusobno za 5. mjesto.

Prve dvije momčadi na ljestvici u objema skupinama odlaze u borbu za odličja, koja se igra po kup-sustavu, pri čemu poluzavršnicu unakrižno igraju prvi i drugi u skupini. Poraženi u poluzavršnici igraju susret za brončano odličje, a pobjednici u poluzavršnici igraju susret za zlatno odličje.

## Krug po skupinama

#### Skupina "A"
| Br. ut. – Nadnevak – Satnica | Sastav 1    | Sastav 2    | Rezultat |
| ---------------------------- | ----------- | ----------- | -------- |
| 01 – 5. veljače – 09:00      | Švicarska   | Češka       | 9:5      |
| 02 – 5. veljače – 10:05      | Novi Zeland | Njemačka    | 0:17     |
| 03 – 5. veljače – 11:10      | Rusija      | Kanada      | 3:3      |
| 07 – 5. veljače – 15:40      | Kanada      | Švicarska   | 5:4      |
| 08 – 5. veljače – 16:45      | Češka       | Novi Zeland | 10:0     |
| 10 – 5. veljače – 21:00      | Njemačka    | Rusija      | 16:0     |
| 13 – 6. veljače – 10:40      | Kanada      | Novi Zeland | 7:2      |
| 14 – 6. veljače – 11:45      | Češka       | Njemačka    | 3:6      |
| 15 – 6. veljače – 13:00      | Rusija      | Švicarska   | 0:7      |
| 19 – 6. veljače – 17:20      | Njemačka    | Švicarska   | 9:6      |
| 20 – 6. veljače – 18:30      | Češka       | Kanada      | 5:5      |
| 21 – 7. veljače – 09:30      | Rusija      | Novi Zeland | 5:0      |
| 25 – 7. veljače – 14:00      | Švicarska   | Novi Zeland | 11:2     |
| 26 – 7. veljače – 15:05      | Rusija      | Češka       | 2:11     |
| 30 – 7. veljače – 20:00      | Njemačka    | Kanada      | 11:4     |

Završni poredak: 
| Mj. | Sastav      | Ut | Pb | N | Pz | Ps:Pr | RP   | Bod |
| --- | ----------- | -- | -- | - | -- | ----- | ---- | --- |
| 1.  | Njemačka    | 5  | 5  | 0 | 0  | 59:13 | + 46 | 15  |
| 2.  | Švicarska   | 5  | 3  | 0 | 2  | 37:21 | + 16 | 9   |
| 3.  | Kanada      | 5  | 2  | 2 | 1  | 24:25 | - 1  | 8   |
| 4.  | Češka       | 5  | 2  | 1 | 2  | 34:22 | + 12 | 7   |
| 5.  | Rusija      | 5  | 1  | 1 | 3  | 10:37 | - 27 | 4   |
| 6.  | Novi Zeland | 5  | 0  | 0 | 5  | 4:50  | - 45 | 0   |

#### Skupina "B"
| Br. ut. – Nadnevak – Satnica | Sastav 1   | Sastav 2   | Rezultat |
| ---------------------------- | ---------- | ---------- | -------- |
| 04 – 5. veljače – 12:15      | Nizozemska | JAR        | 6:1      |
| 05 – 5. veljače – 13:30      | Poljska    | SAD        | 7:1      |
| 06 – 5. veljače – 14:35      | Australija | Francuska  | 5:3      |
| 09 – 5. veljače – 17:50      | Nizozemska | Poljska    | 2:4      |
| 11 – 6. veljače – 08:30      | JAR        | Francuska  | 4:9      |
| 12 – 6. veljače – 09:35      | SAD        | Australija | 0:4      |
| 16 – 6. veljače – 14:05      | Francuska  | Nizozemska | 5:3      |
| 17 – 6. veljače – 15:10      | Australija | Poljska    | 3:8      |
| 18 – 6. veljače – 16:15      | JAR        | SAD        | 4:3      |
| 22 – 7. veljače – 10:35      | Poljska    | JAR        | 6:2      |
| 23 – 7. veljače – 11:40      | Nizozemska | Australija | 5:4      |
| 24 – 7. veljače – 12:45      | Francuska  | SAD        | 6:2      |
| 27 – 7. veljače – 16:10      | JAR        | Australija | 4:4      |
| 28 – 7. veljače – 17:15      | SAD        | Nizozemska | 1:11     |
| 29 – 7. veljače – 18:30      | Poljska    | Francuska  | 4:5      |

Završni poredak: 
| Mj. | Sastav     | Ut | Pb | N | Pz | Ps:Pr | RP   | Bod |
| --- | ---------- | -- | -- | - | -- | ----- | ---- | --- |
| 1.  | Poljska    | 5  | 4  | 0 | 1  | 29:13 | + 16 | 12  |
| 2.  | Francuska  | 5  | 4  | 0 | 1  | 28:18 | + 10 | 12  |
| 3.  | Nizozemska | 5  | 3  | 0 | 2  | 27:15 | + 12 | 9   |
| 4.  | Australija | 5  | 2  | 1 | 2  | 20:20 | + 0  | 7   |
| 5.  | JAR        | 5  | 1  | 1 | 3  | 15:28 | - 13 | 4   |
| 6.  | SAD        | 5  | 0  | 0 | 5  | 7:32  | - 25 | 0   |

### Susreti za poredak

#### Za 11. mjesto
| Br. ut. – Nadnevak – Satnica | Sastav 1    | Sastav 2 | Rezultat      |
| ---------------------------- | ----------- | -------- | ------------- |
| 31 – 8. veljače – 09:00      | Novi Zeland | SAD      | 5:5 (7:8, 7m) |

#### Za 9. mjesto
| Br. ut. – Nadnevak – Satnica | Sastav 1 | Sastav 2 | Rezultat |
| ---------------------------- | -------- | -------- | -------- |
| 32 – 8. veljače – 10:30      | Rusija   | JAR      | 8:3      |

#### Za 7. mjesto
| Br. ut. – Nadnevak – Satnica | Sastav 1 | Sastav 2   | Rezultat |
| ---------------------------- | -------- | ---------- | -------- |
| 35 – 8. veljače – 19:30      | Češka    | Australija | 4:6      |

#### Za 5. mjesto
| Br. ut. – Nadnevak – Satnica | Sastav 1 | Sastav 2   | Rezultat      |
| ---------------------------- | -------- | ---------- | ------------- |
| 36 – 9. veljače – 10:00      | Kanada   | Nizozemska | 4:4 (7:8, 7m) |

### Završnica
|  | Poluzavršnica           | Poluzavršnica           |   |                         | Završnica                  | Završnica |
|  |                         |                         |   |                         |                            |           |
|  | 33 – 8. veljače – 15:00 |                         |   |                         |                            |           |
|  | Poljska                 | 6                       |   |                         |                            |           |
|  | Švicarska               | 5                       |   |                         |                            |           |
|  |                         |                         |   |                         |                            |           |
|  |                         |                         |   |                         | 38 – 9. veljače – 16:00    |           |
|  |                         |                         |   |                         | Poljska                    | 1         |
|  |                         | Njemačka                | 7 |                         |                            |           |
|  |                         |                         |   |                         |                            |           |
|  |                         |                         |   |                         |                            |           |
|  |                         |                         |   |                         | susret za brončano odličje |           |
|  | 34 – 8. veljače – 16:30 | 34 – 8. veljače – 16:30 |   | 37 – 9. veljače – 13:00 | 37 – 9. veljače – 13:00    |           |
|  | Njemačka                | 6                       |   | Švicarska               | 6                          |           |
|  | Francuska               | 2                       |   |                         | Francuska                  | 8         |

## Nagrade
Za najboljeg vratara je izabran Steffen Erlewein iz Njemačke, a nagrada za fair play je otišla Novozelanđanima.

## Vanjske poveznice
- Službene stranice